# ロング・イエロー・ロード
ロング・イエロー・ロード (Long Yellow Road) は、秋吉敏子＝ルー・タバキンビッグバンドのアルバムである。

## 収録曲
全て穐吉敏子の編曲である。イェット・アナザー・ティア (Yet Another Tear) のみ、ルー・タバキンの作曲で、他は穐吉敏子の作曲である。
1. ロング・イエロー・ロード (Long Yellow Road)  - 6分25秒
2. ザ・ファースト・ナイト (The First Night)  - 4分50秒
3. オパス・ナンバー・ゼロ (Opus No. Zero)  - 10分4秒
4. カドリール・エニワン (Quadrille, Anyone?)  - 6分19秒
5. チルドレン・イン・ザ・テンプル・グラウンド (Children in the Temple Ground)  - 5分26秒
6. シンス・ペリー〜イェット・アナザー・ティア (Since Perry / Yet Another Tear)  - 8分52秒

## 演奏メンバー
- ボビー・シュー (Bobby Shew)  - トランペット
- ジョン・マドリッド (John Madrid) （トラック1のみ） - トランペット
- スチュ・ブランベリー (Stu Blumberg) （トラック2・3・5） - トランペット
- リン・ニコルソン (Lynn Nicholson) （トラック4・6） - トランペット
- ドン・レイダー (Don Rader)  - トランペット
- マイク・プライス (Mike Price)  - トランペット
- リチャード・クーパー (Richard Cooper)  - トランペット
- チャーリー・ローパー (Charlie Loper)  - トロンボーン
- ジム・ソウヤー (Jim Sawyer) （トラック1のみ） - トロンボーン
- ブルース・ポールソン (Bruce Paulson) （トラック1以外） - トロンボーン
- ブリット・ウッドマン (Britt Woodman)  - トロンボーン
- フィル・ティール (Phil Teele)  - バストロンボーン
- ディック・スペンサー (Dick Spencer)  - アルトサックス、フルート、クラリネット
- ゲイリー・フォスター (Gary Foster) （トラック4・5・6） - アルトサックス、ソプラノサックス、フルート、クラリネット
- ジョー・ロックサーノ (Joe Roccisano) （トラック1・2・3） - アルトサックス
- ルー・タバキン (Lew Tabackin)  - テナーサックス、フルート、ピッコロ
- トム・ピーターソン (Tom Peterson)  - テナーサックス、アルトフルート、クラリネット
- ビル・パーキンス (Bill Perkins)  - バリトンサックス、アルトフルート、バスクラリネット
- ピーター・ドナルド (Peter Donald) （トラック1・2・4・5） - ドラム
- チャック・フローレス (Chuck Flores) （トラック3・6） - ドラム
- ジーン・チェリコ (Gene Cherico)  - ベース
- 穐吉敏子 - ピアノ
- トクコ・カガ (Tokuko Kaga) （トラック5のみ） - 歌